# Fikšinci
Fikšinci so razloženo obmejno slemensko naselje na zahodu Goričkega, oddaljeno od mesta Murska Sobota 25 km. Spadajo v Občino Rogašovci in župnijo Sv. Jurija. Zahodno pod vasjo je mejni potok Kučnica, na vzhodni strani pod pobočjem pa potok Črnec. V naselju je vse do leta 1946 prevladovalo nemško prebivalstvo, zato je bila vas od leta 1941 do 1945 priključena k Nemčiji. V letih 1945 in 1946 so takratne oblasti nemško govoreče prebivalstvo izselile in naselile Slovence. 
Danes je v vasi 62 hišnih številk s približno 190 prebivalci. Zgradbe so razporejene po zahodnem in vzhodnem slemenu. Večina hiš je na zahodnem slemenu ob cesti Cankova–Kramarovci. Na vzhodnem slemenu je le nekaj stanovanjskih hiš. Ta predel vasi je ostal manj razvit, saj se razteza po ozkem slemenu s strmim pobočjem. V ozki dolini potoka Črnca je več plitvih izvirov, kjer so zgrajena zajetja vode za vaški vodovod. Naselje ima avtobusno povezavo z Mursko Soboto in telefonsko omrežje, ki je bilo zgrajeno v devetdesetih letih. Aktivni sta gasilsko društvo in športno društvo Bodočnost. Znamenitost vasi je cerkev Marije Snežne. V bližini cerkve je vaški gasilski dom, stara šola in pokopališče z mrliško vežico, nekoč pa tudi gostilna z diskoteko. Ta predel vasi imenujemo Center. V vasi je priznana vinska klet Gjerkeš, kjer pridelujejo vrhunska vina, vinotoč Štesl pa je izhodiščna točka za panoramsko pot nordijske hoje.